# Бахуринський Антон Петрович
Антон Петрович Бахуринський (нар. 4 листопада 1986, Полтава, УРСР) — український футболіст, захисник та півзахисник. По завершенні футбольної кар'єри — дитячий тренер.

## Життєпис
Вихованець футбольної школи «Фортуна» (Полтава) та ДВУФК (Дніпропетровськ). 2004 року потрапив у заявку «Таврії», проте в офіційних матчах за команду не грав. Дебютував у професійному футболі у клубі «Ялос», який виступав у Другій лізі. Далі грав в «ІгроСервісі». 2008 року виступав у російському аматорському клубі «Магніт», а потім грав за «Коростень». У сезоні 2009 року виперше виїхав до Узбекистану, де в складі «Кизилкума» відзначився 1-м голом у 12-ти матчах Суперліги. 2010 рік провів у «Бастіоні». Влітку 2011 року повернувся до узбекистанського «Кизилкума», за який у Суперлізі Узбекистану провів 9 матчів та відзначився 1-м голом. Після закінчення сезону залишив команду. 2012 року повернувся в Україну і виступав за «УкрАгроКом», а через півроку перебрався до ялтинської «Жемчужини», де й завершив професійну футбольну кар'єру. З 2013 по 2017 рік грав за аматорські клуби Полтавської області, а в сезоні 2014 року виступав за «Жемчужину» у так званій «Прем'єр-лізі КФС».

## Особисте життя
Батько, Петро Бахуринський, та брат, Євген, також професійні футболісти.